# サンビーム作戦
サンビーム作戦

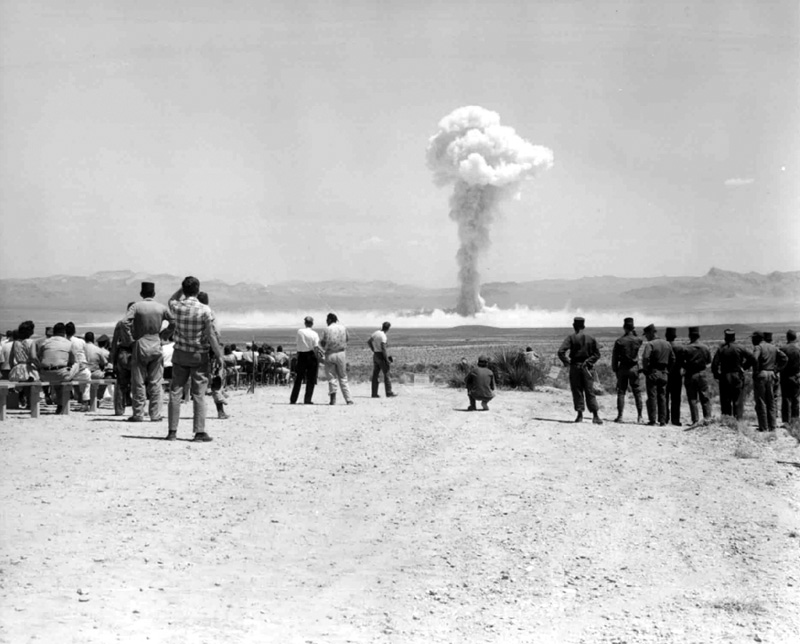
サンビーム作戦スモール・ボーイ実験

は、1962年にアメリカ合衆国がネバダ核実験場で実施した4回の核実験である。作戦では、”戦術核兵器”としての小型核爆弾の実験が行われた。この実験でテストされたのはデイビー・クロケットである。
サンビーム作戦が注目すべき出来事なのは、米国がネバダ核実験場で実施した最後の”大気圏内核実験”となったためである。”デイビー・クロケット”の実験である”リトル・フェラーI”以降は、ネバダ核実験場では部分的核実験禁止条約（PTBT：Partial Test Ban Treaty）に従って地下核実験に移行した。
なお、本作戦で行われた実験の詳細は以下の通り。
| 実験名                                | 実施日 (GMT)       | 実施場所                | 核出力                                                        |
| ------------------------------------- | ------------------ | ----------------------- | ------------------------------------------------------------- |
| リトル・フェラーII (LITTLE FELLER II) | 1962年7月7日19:00  | ネバダ核実験場 エリア18 | 20キロトン以下                                                |
| ジョニー・ボーイ (JOHNNIE BOY)        | 1962年7月11日16:45 | ネバダ核実験場 エリア18 | 0.5キロトン（不完全核爆発）                                   |
| スモール・ボーイ (SMALL BOY)          | 1962年7月14日18:30 | ネバダ核実験場 エリア5  | 20キロトン以下                                                |
| リトル・フェラーI (LITTLE FELLER I)   | 1962年7月17日17:00 | ネバダ核実験場 エリア18 | 20キロトン以下 （ネバダ核実験場で行われた最後の大気中核実験） |